# Svesa
Svesa (in ucraino Свеса?; in russo Свесса?, Svessa) è un insediamento rurale ucraino (6186 abitanti) nel distretto di Šostka, nell'oblast' di Sumy. Ospita l'amministrazione della comunità territoriale di Svesa, una delle comunità territoriali dell'Ucraina.
Fino al 18 luglio 2024 Svesa apparteneva al distretto di Jampil', abolito come parte della riforma amministrativa dell'Ucraina. L'area del distretto di Jampil' è stata fusa nel distretto di Šostka.
Fino al 26 gennaio 2024 Svesa era classificata come insediamento di tipo urbano. Da tale data è entrata in vigore una nuova legge che ha abolito questo status e Svesa è stata riclassificata come insediamento rurale,